# TF1
TF1 – prywatna, francuska stacja telewizyjna, której właścicielem jest spółka TF1 Group, której głównym udziałowcem jest firma Bouygues, i zarazem najstarsza stacja telewizyjna w Europie i jedną z dwóch obecnie nadawanych anten telewizyjnych na tym kontynencie (obok BBC One) które regularnie rozpoczęły nadawanie przed II wojną światową.
Twórcą i pionierem francuskiej telewizji był inżynier René Barthélemy, szef działu badań Compagnie des Compteurs de Montrouge (CdC). Już od 1931 roku eksperymentował z przesyłaniem obrazu za pomocą własnego wynalazku tambour à miroirs (lustrzany bęben). 14 kwietnia 1931 przeprowadził w Ecole Superieure D`electricité w Paryżu eksperymentalny pokaz, podczas którego na odległość 2 kilometrów przesłał film L`Espagnole à l`éventail (Hiszpański strach na wróble). Sukces zaowocował zainteresowaniem Ministerstwa Poczty, Telefonu i Telegrafu (PTT), które sfinansowało dalsze prace.
26 kwietnia 1935 roku ze studia przy Rue de Grenelle 103, o godzinie 20:30, nadano dwudziestominutowy program telewizyjny. Pierwsza twarz, jaką zobaczyła francuska widownia, należała do Béatrice Bretty, aktorki Comédie-Française. W transmisji udział wzięli również Jean Toscan, najsłynniejszy wówczas głos Radia PTT i sam René Barthélemy. Historyczne słowa, które rozpoczęły pierwszą francuską transmisję telewizyjną należały do Bretty i brzmiały: Nous avons fait un beau voyage (Mieliśmy wspaniałą wycieczkę), pierwsza audycja dotyczyła tournee Comédie-Française po Włoszech.
Po udanej, pierwszej emisji, minister PTT Georges Mandel we wrześniu 1935 roku wydał pozwolenie na budowę stacji telewizyjnej. Nadajnik zainstalowano pod północnym filarem wieży Eiffla. Stamtąd kabel o długości ponad 300 metrów i średnicy 10 centymetrów biegł na szczyt wieży. Uzyskano pięć razy ostrzejszy obraz, emitowany w 180 liniach. Pierwszy oficjalny przekaz zaplanowany został na 15 grudnia 1935 roku. Od 4 stycznia 1937 roku program emitowany był już codziennie.
Dziś TF1 posiada ok. 35% udziału w rynku i jest najpopularniejszą stacją telewizyjną we Francji. W posiadaniu TF1 Group był także Eurosport – największy europejski kanał sportowy.
W kooperacji z France Télévisions TF1 francuski serwis newsowy o zasięgu międzynarodowym – France 24. Początkowo TF1 należała do telewizji publicznej, ale 16 kwietnia 1987 została sprywatyzowana.